# Hôtel Chartraire de Montigny
L'hôtel Chartraire de Montigny est un hôtel particulier situé au no 39, rue Vannerie, à Dijon, dans le département de la Côte-d'Or. Il abrite les locaux de la Direction régionale des affaires culturelles.
L'hôtel Chartraire de Montigny, ainsi que l'hôtel mitoyen du commandement militaire, font l’objet d’un classement au titre des monuments historiques depuis novembre 1995. Il abrite les locaux de la Direction régionale des affaires culturelle.

## Historique

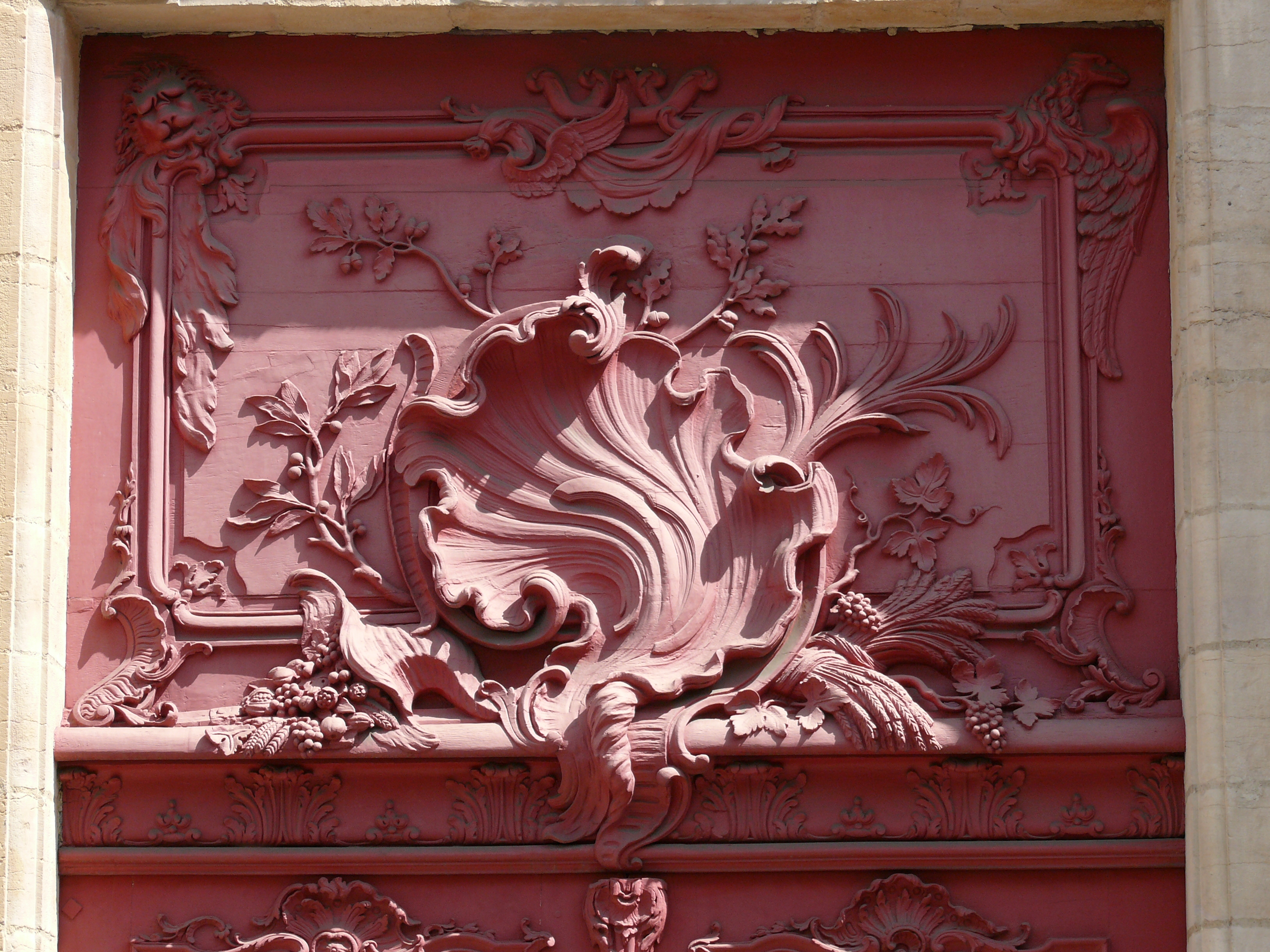
Imposte de style rocaille.

L'hôtel a été construit vers 1670 par Gagne de Perrigny.
L'hôtel a pris le nom de Chartraire de Montigny quand Marc-Antoine Chartraire de Montigny l'achète en 1740 et le fait entièrement remanier, entre 1744 et 1750. Ce dernier était Trésorier Général des États de Bourgogne.
La particularité de l'hôtel est d'être, à Dijon, un des rares exemples d'emploi sur son portail du style rocaille. Il possède en imposte de la porte une coquille rocaille audacieuse. Autour de cette coquille on peut voir des palmes, des épis, des sarments qui s'enroulent. Ces sculptures sont dues à Claude Saint-Père. Les vantaux de la porte sont divisés en panneaux moulurés avec décors de rinceaux, de courbes et contrecourbes.
L'escalier d'honneur a été construit quarante ans plus tard par son fils Antoine Chartraire de Montigny qui lui a succédé dans ses charges.
L'architecture de cet escalier traduit l'adoption du style néoclassique à Dijon apporté par les architectes Jean-Antoine Caristie, Jacques Cellerier et Nicolas Lenoir. L'escalier monumental est plafonné en trompe-l'œil et possède des boiseries qui sont probablement l'œuvre de Jérôme Marlet.
En 1783, Antoine Chartraire de Montigny a acheté l'hôtel voisin qui est loué au commandant militaire de la province.
La Révolution a arrêté l'activité d'Antoine Chartraire de Montigny dans les transformations de son hôtel. Les États de Bourgogne disparaissent, mais sa popularité lui permet d'être élu maire de Dijon le 14 janvier 1790 et de le rester jusqu'en décembre 1791. Le soupçonnant d'un défaut de gestion dans sa charge de Trésorier Général on prononça un débet à sa charge. Il est alors emprisonné le 2 novembre 1792 mais la foule le délivre le 1er décembre. Il est de nouveau arrêté et transféré à Paris sur dénonciation au Comité de salut public. Il doit alors répondre des accusations. Il est libéré le 14 brumaire an III. Il meurt le 10 messidor (29 juin 1795).
L'hôtel devient alors la propriété de J.-B. Antony après la vente des deux hôtels, de nouveau séparés, en 1792. Le général Bonaparte s'y arrête alors qu'il va rejoindre l'armée d'Italie, le 7 mai 1800.
En 1803 l'hôtel est acheté par la famille de Nansouty. Il est vendu à la fin du Second Empire et transformé en pensionnat.
En 1882, l'abbé Christian de Bretenières achète l'hôtel.  Sa famille possédait l'hôtel du Commandant Militaire depuis 1792. Il y installe les petites classes de l'école privée Saint-Ignace. Après l'expulsion des Jésuites, l'école prend le nom d'école Saint-François-de-Sales. En 1887 devient une école secondaire en 1887. L'abbé ajoute l'hôtel familial à son école et d'autres bâtiments en 1888.
Les deux hôtels réunis dans les bâtiments de l'école sont transformés pour les adapter à leur nouvelle fonction. On démolit des bâtiments, on aménage des cours de récréation. En 1890 est construit un préau à colonnettes de fonte le long des façades. Les hôtels sont transformés pour y installer des salles de classe, des bureaux et des dortoirs. Entre 1890 et 1894, après le percement de la rue du Lycée, l'architecte diocésain, Charles Suisse, construit un bâtiment pour recevoir des salles de fêtes, pour des cours et des dortoirs.
En 1971, une redistribution des bâtiments gérés par l'association s'occupant des écoles privées de Dijon entraîne un transfert de l'école vers Talant. Les hôtels sont alors achetés par les services extérieurs de Ministère des Affaires culturelles. En 1977 ces services deviennent la direction régionale des Affaires culturelles (DRAC). Des travaux de réaménagement sont ainsi entrepris à partir de 1972 pour supprimer les équipements scolaires et aménager des bureaux. À partir de 1979 sont entamés des travaux de restauration du grand escalier. Ces travaux permettent d'y installer les différents services des Affaires culturelles.

## Galerie de photographies

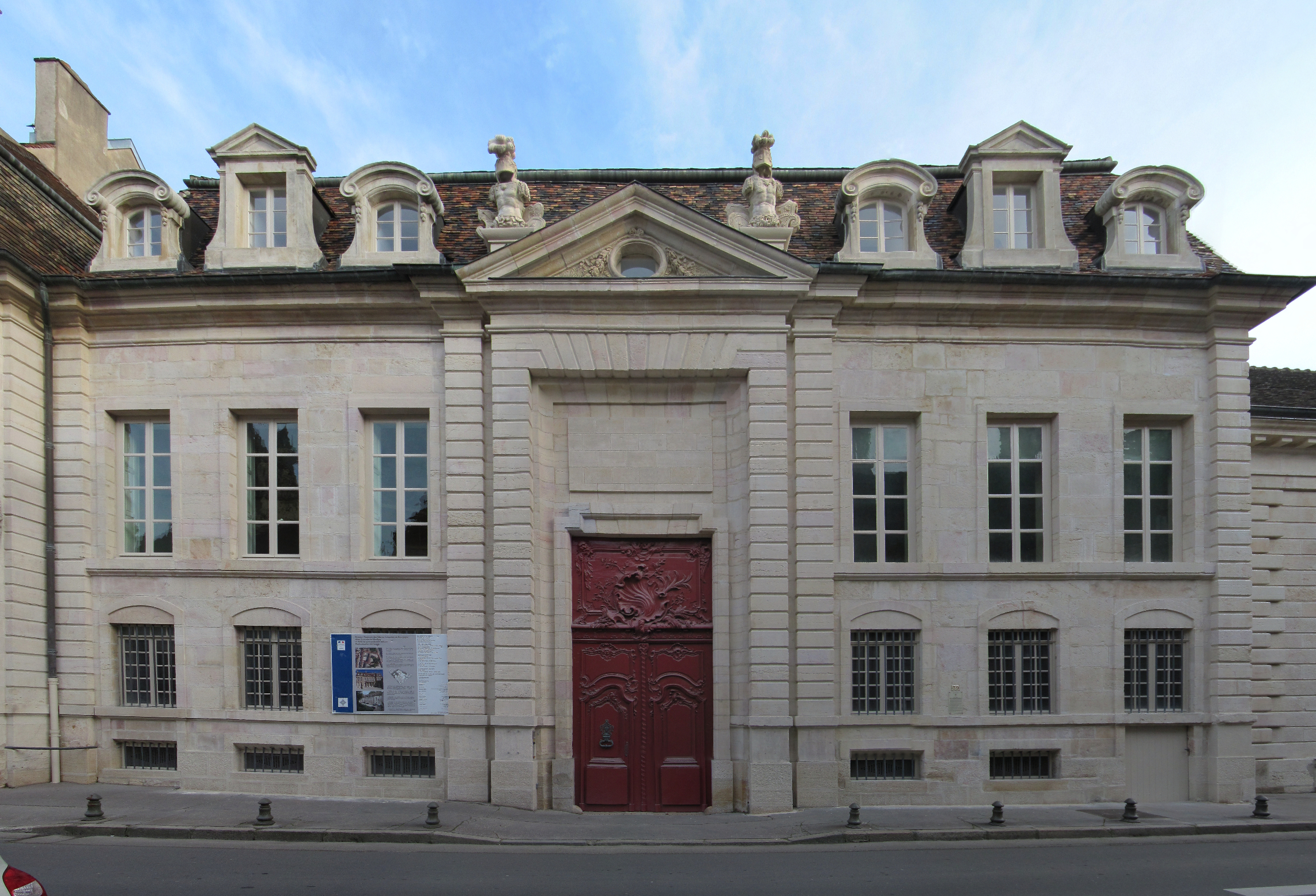
Façade
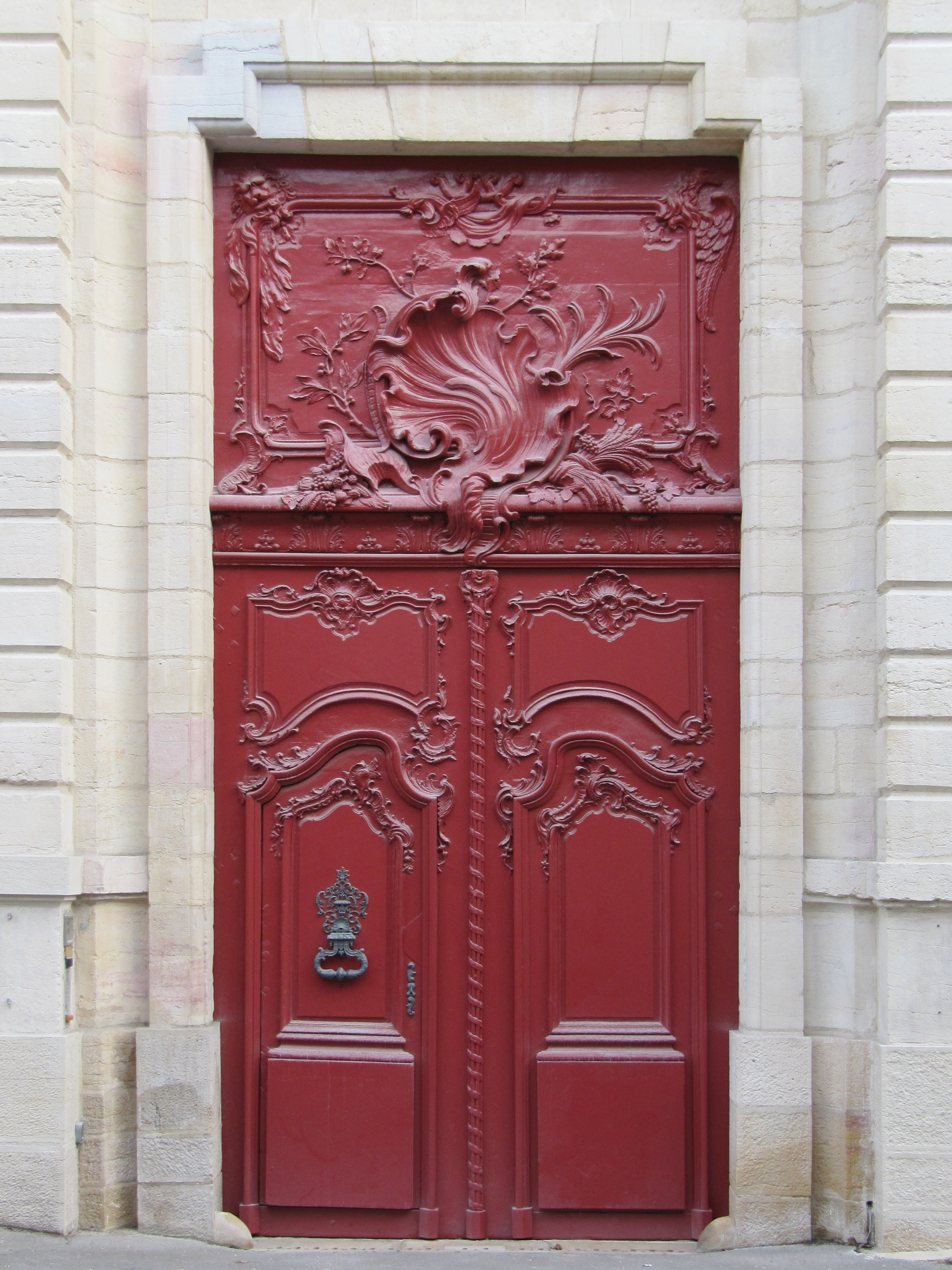
Portail
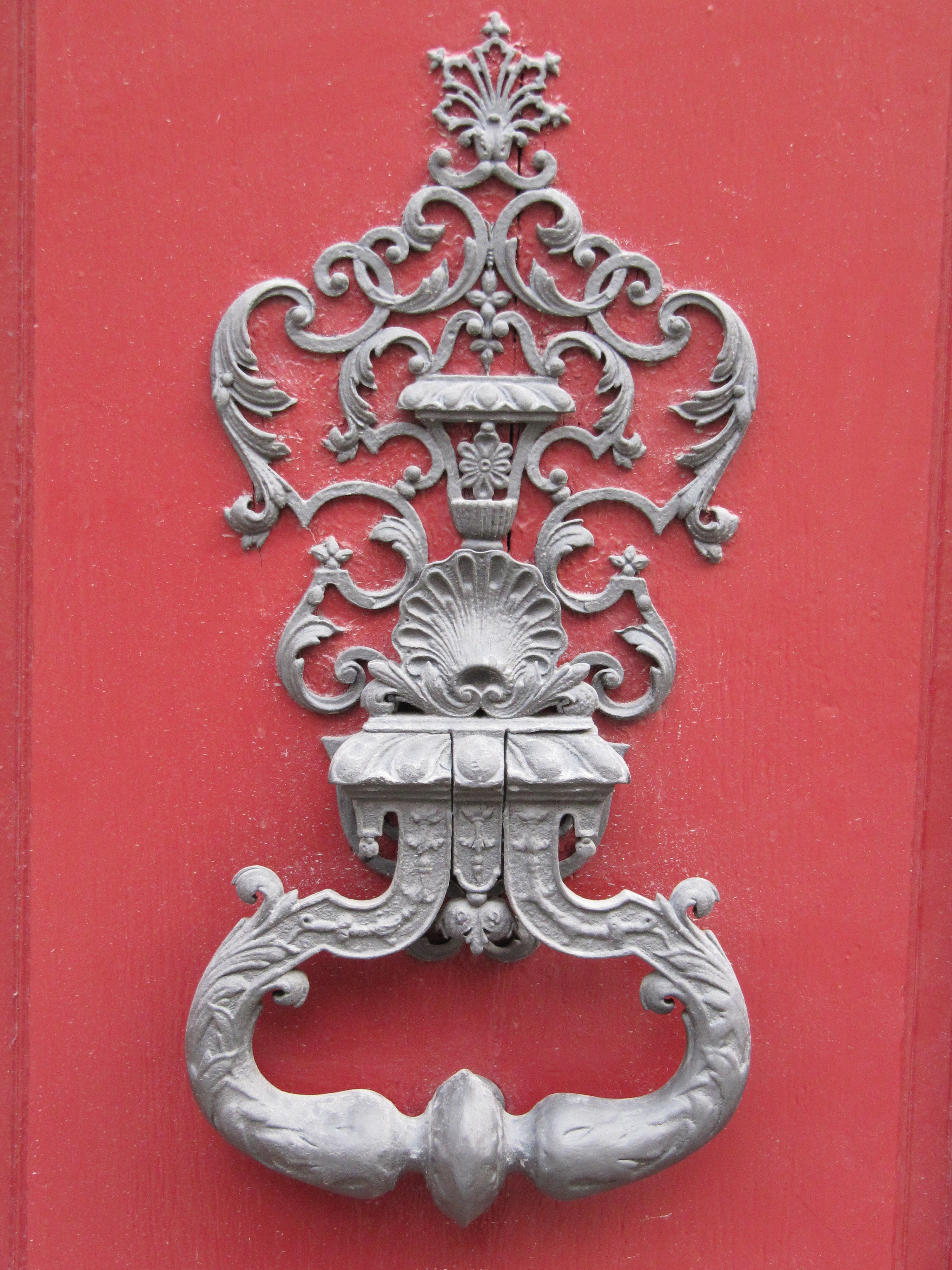
Heurtoir
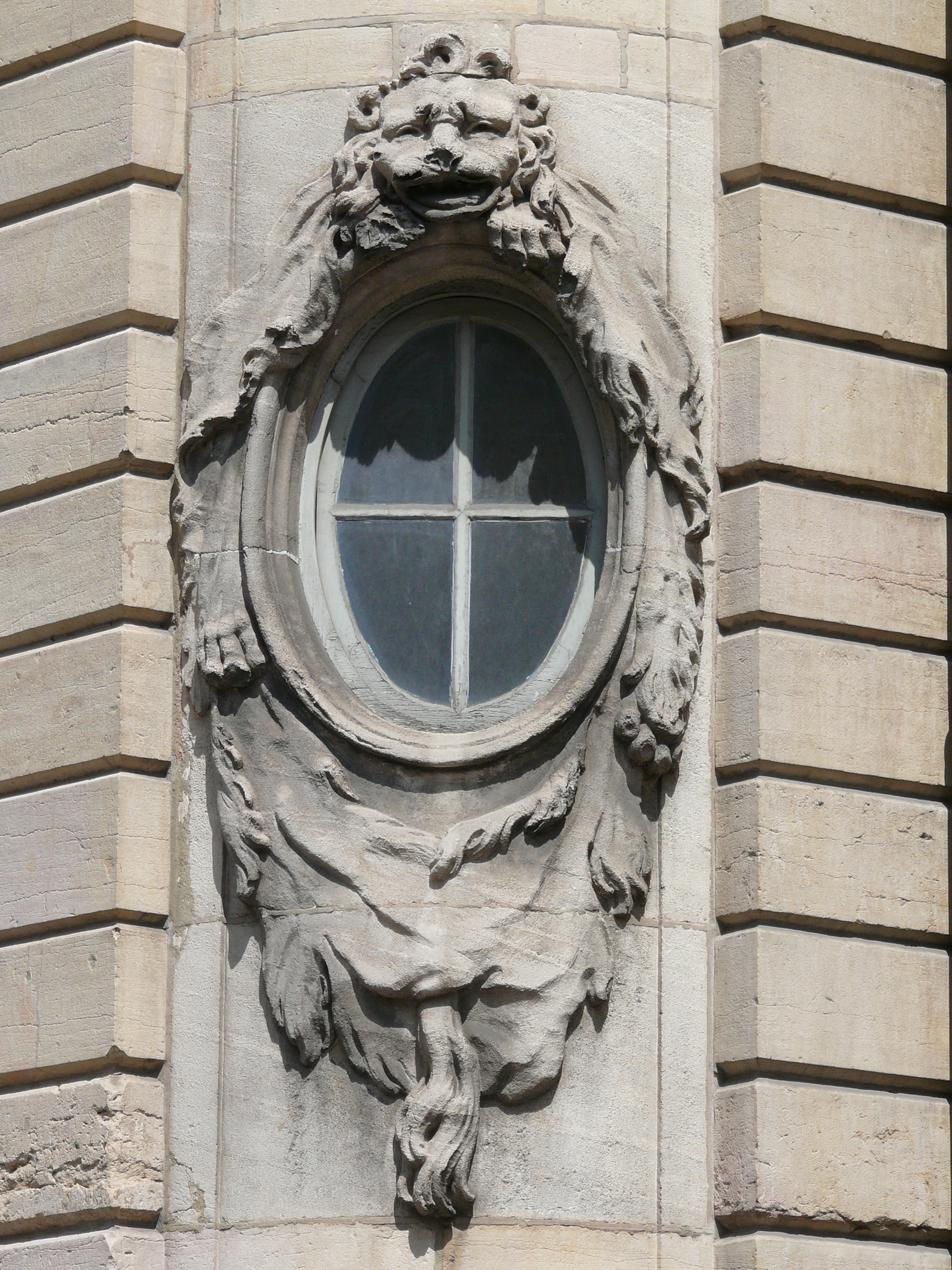
Détail
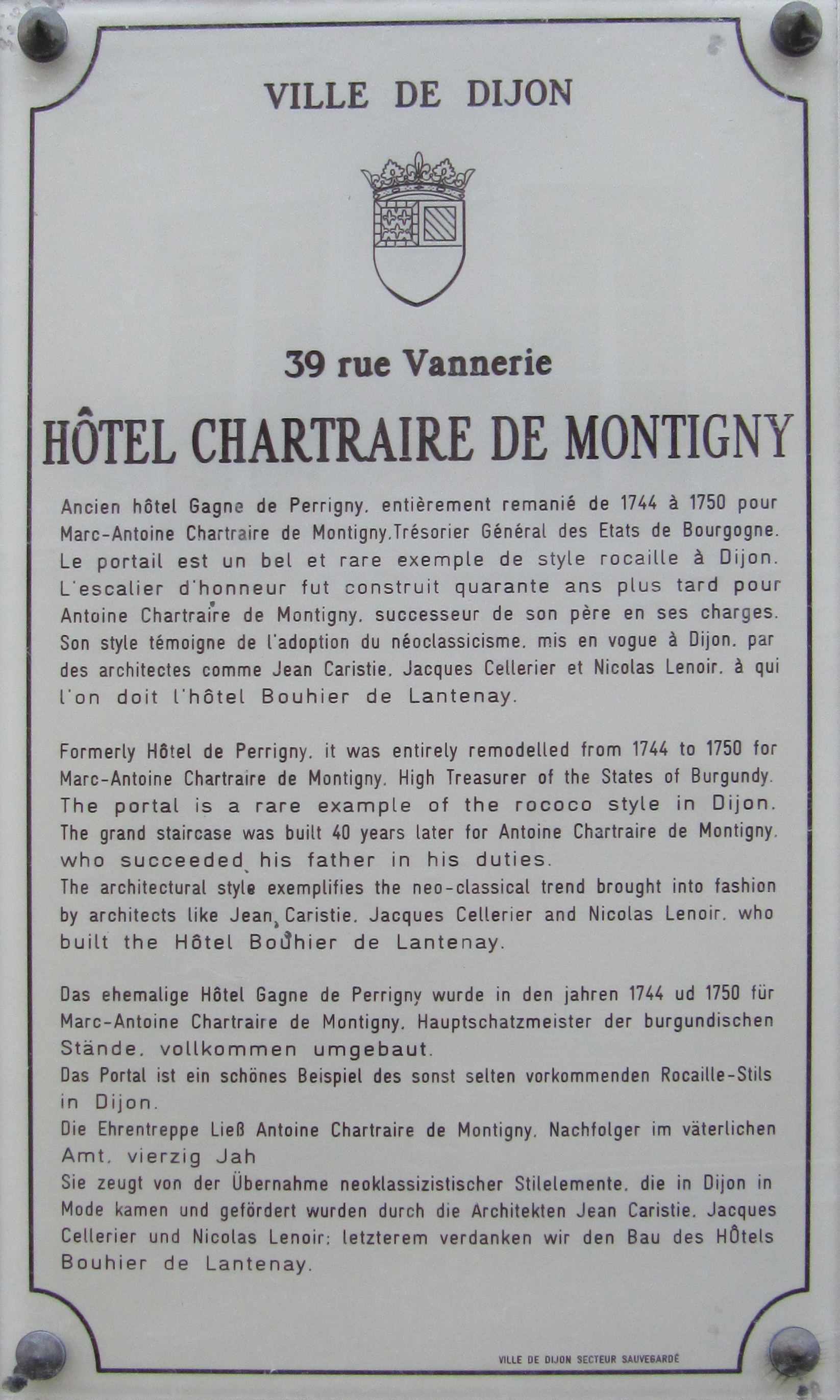
Plaque d'information trilingue (français, anglais, allemand)